# Samantabhadra
Samantabhadra is een bodhisattva in het Mahayana-boeddhisme. Zij/hij wordt geassocieerd met de boeddhistische oefeningen en meditatie. Samen met Sakyamuni Boeddha en mede-bodhisattva Manjusri vormen ze de Sakyamuni drie-eenheid in het boeddhisme. Hij/zij is de patroon van de Lotussoetra en volgens de Avatamsakasoetra heeft hij/zij de tien grote geloften afgelegd die een bodhisattva hoort te doen. In China wordt Samantabhadra geassocieerd met actie en Manjusri wordt geassocieerd met wijsheid. Samen met Sakyamuni Boeddha vormen zij de Huayansanzun.
De Chinese berg Emei Shan wordt gezien als de plaats waar Samantabhadra verlichting verkreeg. De berg is heilig en trekt dagelijks veel bedevaartgangers. Ook onder niet-religieuze toeristen is de plaats populair. Rond het hoogste punt staat de hoofdtempel van de berg, die gewijd is aan Samantabhadra. Buiten de tempel staat een groot goudkleurig beeld van Samantabhadra die alle vier windrichtingen toekijkt.
Samantabhadra wordt meestal afgebeeld met een ongeopende lotusbloem met steel. Ook komt het vaak voor dat ze op een olifant zit, soms op drie olifanten of op een drie- of vierkoppige olifant.

Samantabhadra
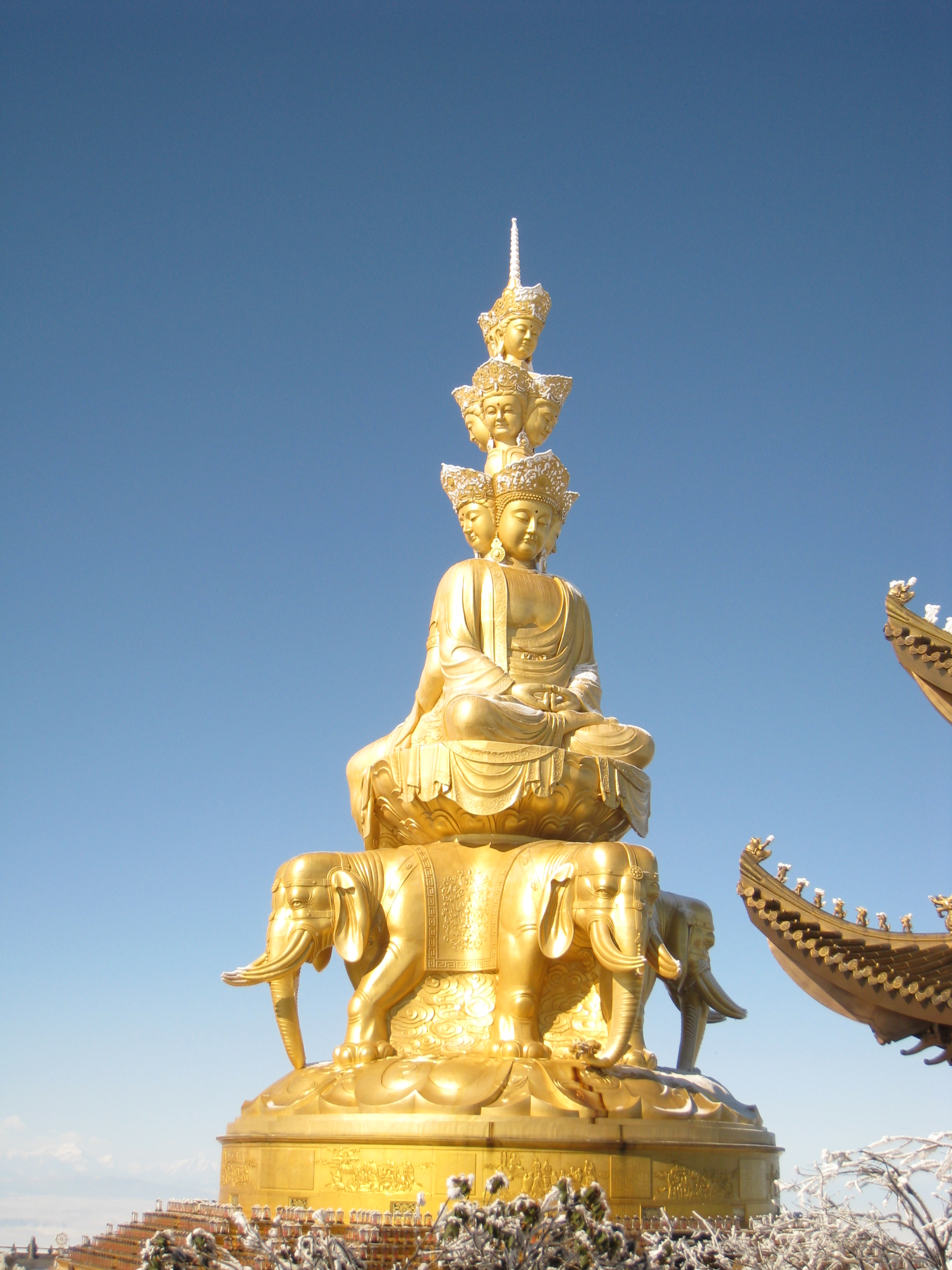
Standbeeld van Samantabhadra op de berg Emei Shan
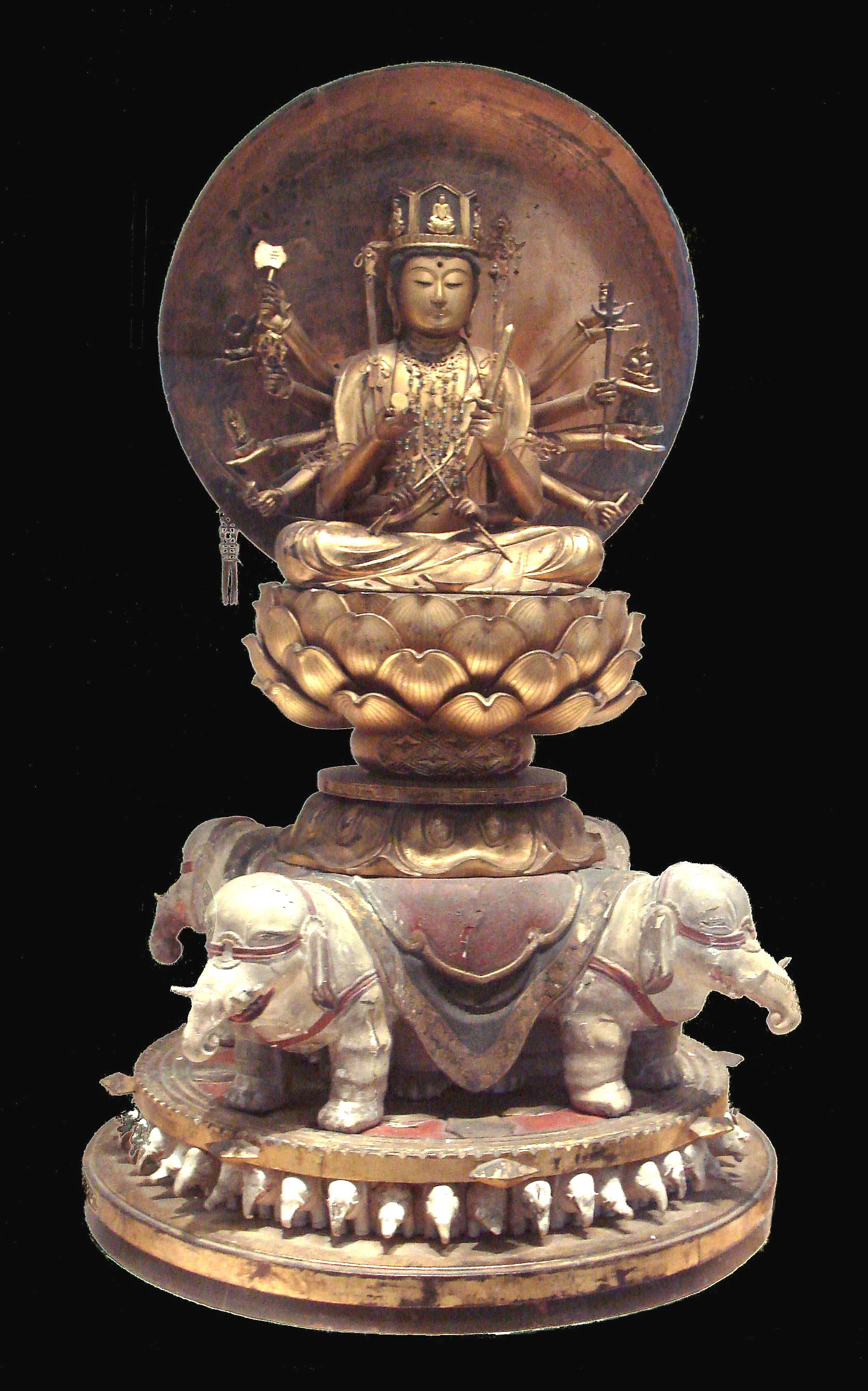
Fugen Enmei Bosatsu (Samantabhadra) met 20 armen op een vierkoppige olifant, die weer staat op 100 olifanten
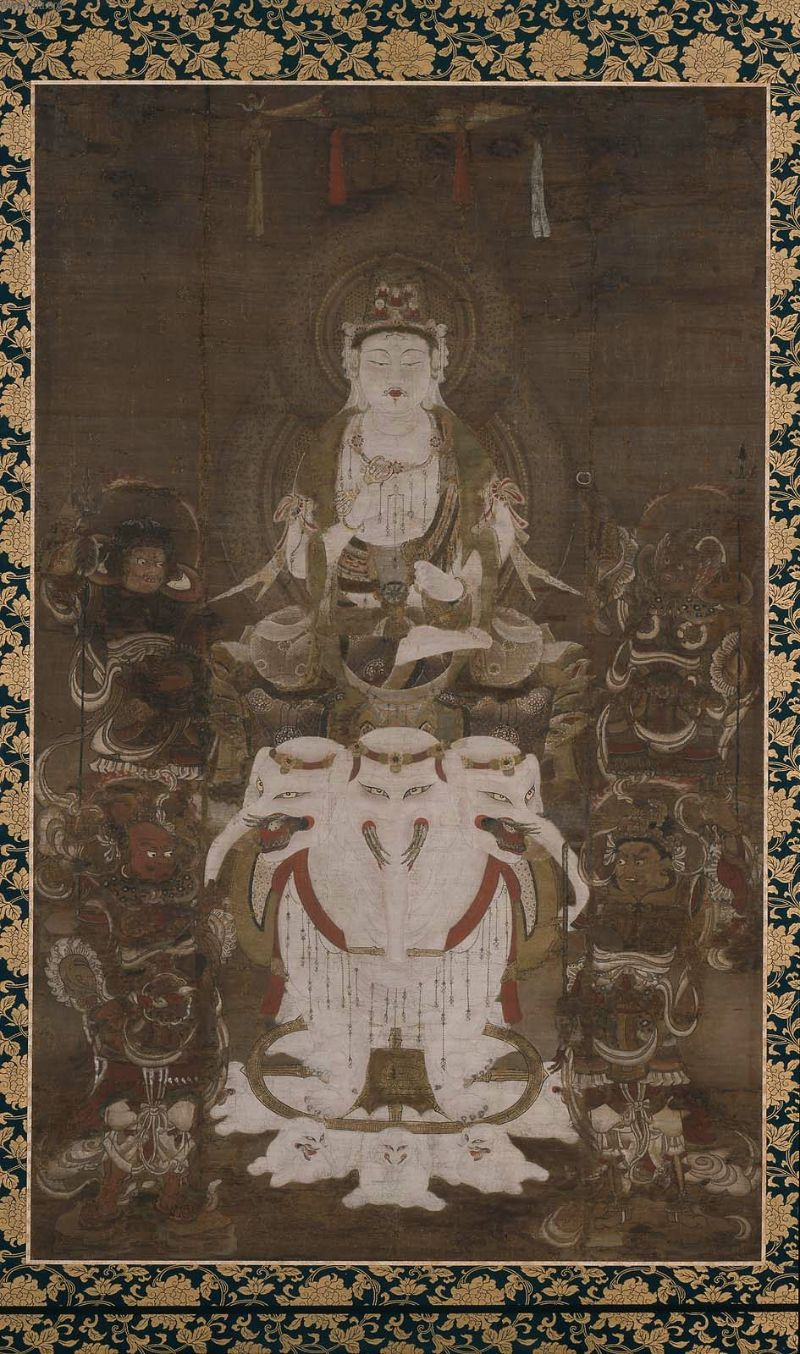
Schilderij van Fugen Enmei Bosatsu met twee armen op driekoppige olifanten elk met zes slagtanden